# 監考員

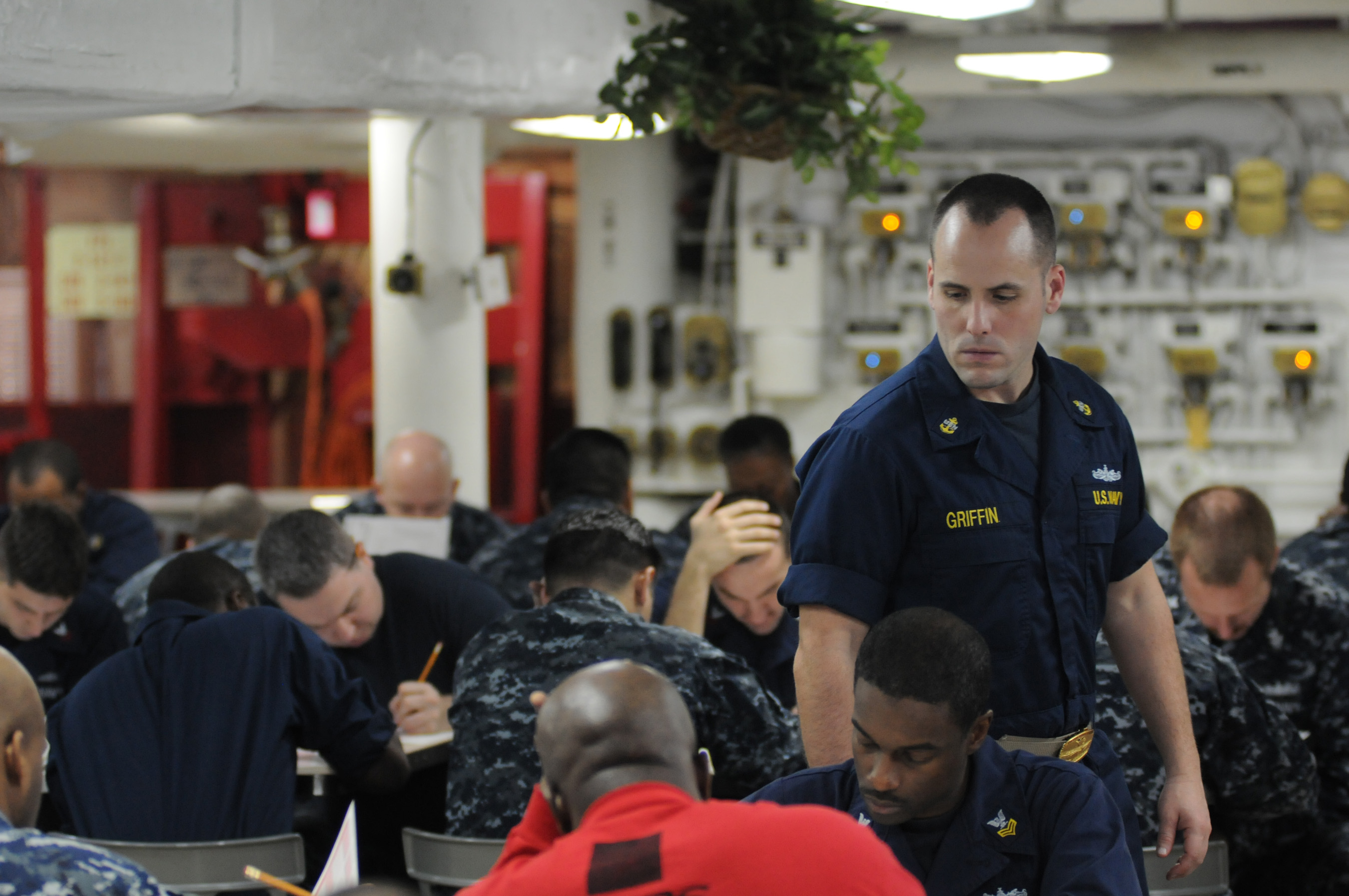
美国海军考试的监考员

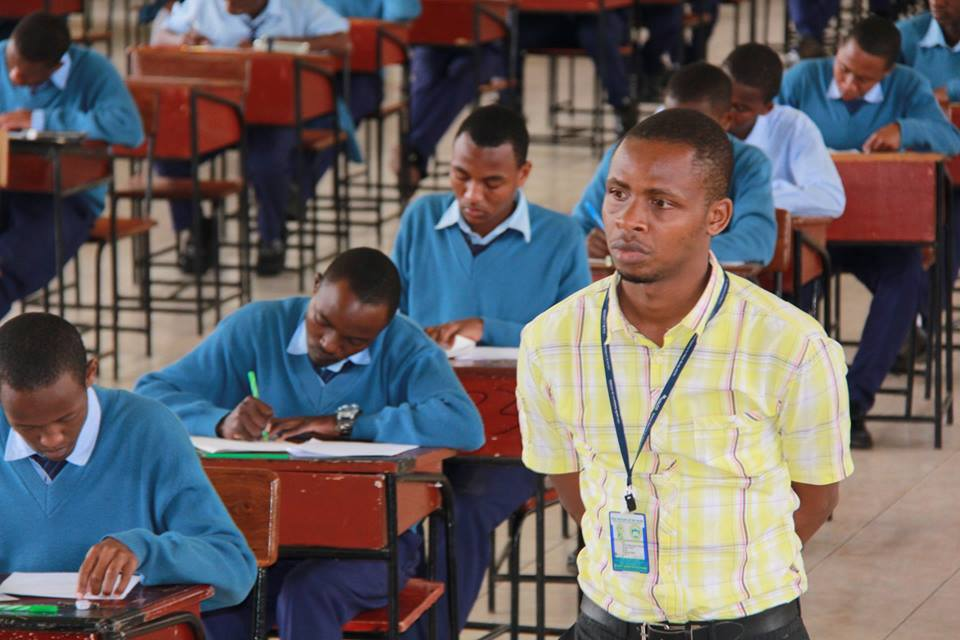
坦桑尼亚的一名監考員

监考员是考试委员会指定的人员，他們要按照考试规定維護考場秩序，保持某一考试正常进行。這一過程稱為監考。监考人员有责任监督考生不要在考试時作弊。他们必须确保所有考试都按照考试委员会制定的规则进行。